# Adam Haluska
Adam John Haluska (Carroll, 16 novembre 1983) è un ex cestista statunitense, professionista negli Stati Uniti ed in Israele.

## Carriera
È stato selezionato dai New Orleans Hornets al secondo giro del Draft NBA 2007 (43ª scelta assoluta).

## Palmarès
- Coppa di Lega israeliana: 1

Hapoel Gerusalemme: 2008